# Gabriel Nuncio
Gabriel Nuncio ( Monterrey, Nuevo León, 7 de agosto de 1979) es un director, escritor y productor de cine mexicano. Es conocido por la película El Comediante, que dirige, escribe y protagoniza.

## Trayectoria
Gabriel Nuncio tomó cursos de teatro y literatura en la Universidad de Leiden, Holanda, y el curso de Dirección de Actores en la EICTV, en Cuba.
En 2012, junto a Diego Osorno, Andrés Clariond y Alexandro Aldrete, fundó la Agencia Bengala, enfocada en la publicación y producción de guiones cinematográficos. Bajo esa productora, se realizaron las películas Voy a explotar, Jean Gentil, Hilda y el documental El poder de la silla. Además ha participado como escritor en la serie de televisión mexicana Soy tu fan.
Su ópera prima de 2013, Cumbres, estuvo inspirada en los crímenes cometidos por Diego Santoy, ocurridos en Monterrey, Nuevo León en marzo de 2006. La cinta formó parte de muestras como Baja Film Festival, SXSW en Austin, el Festival Internacional de Cine de Valencia y el Riviera Maya Film Fest donde recibió el Premio Jurado Joven. Logró estrenarse comercialmente el 7 de agosto en Monterrey y una semana después en la Ciudad de México.
El 14 de enero de 2022 se estrenó en Netflix la película El Comediante que Nuncio dirige, escribe y protagoniza. La película se enfoca en un hombre que está teniendo una crisis de la mediana edad detonada por la propuesta de su mejor amiga de tener un bebé juntos.

## Filmografía

#### Cine
| Año  | Título                      | Rol                            |
| ---- | --------------------------- | ------------------------------ |
| 2004 | Victoria para chino         | Productor                      |
| 2008 | Voy a explotar              | Productor ejecutivo            |
| 2010 | Jean Gentil                 | Productor ejecutivo            |
| 2010 | Peoria                      | Productor ejecutivo            |
| 2010 | 18 cigarrillos y medio      | Productor                      |
| 2011 | El lenguaje de los machetes | Productor ejecutivo, actor     |
| 2013 | Cumbres                     | Director, escritor y productor |
| 2014 | Hilda                       | Productor                      |
| 2015 | El poder de la silla        | Productor                      |
| 2015 | Mañana Psicotrópica         | Productor                      |
| 2015 | Los cuadros negros          | Escritor                       |
| 2015 | Las letras                  | Productor ejecutivo            |
| 2019 | Ya no estoy aquí            | Productor                      |
| 2019 | Vaquero de mediodía         | Productor                      |
| 2021 | El norte sobre el vacío     | Productor, escritor, actor     |
| 2021 | Dime cuando tú              | Actor                          |
| 2021 | El Comediante               | Director, escritor y actor     |

#### Televisión
| Año       | Título                        | Crédito                                       | Plataforma |
| --------- | ----------------------------- | --------------------------------------------- | ---------- |
| 2024      | Sierra Madre: Prohibido Pasar | Creador y escritor (9 episodios)              | Max        |
| 2022      | Érase una vez... pero ya no   | Escritor (6 episodios)                        | Netflix    |
| 2018-2020 | La casa de las flores         | Escritor (5 episodios) Director (5 episodios) | Netflix    |
| 2010      | Soy tu fan                    | Escritor (4 episodios)                        | Canal Once |